# Pronothobranchius kiyawensis
La especie Pronothobranchius kiyawensis es un pez de agua dulce de la familia de los notobranquíidos, distribuido por la vertiente atlántica de África en ríos de Gambia, Mali, Níger, Nigeria, Burkina Faso, Chad y Camerún, con una pequeña población separada en Ghana.

## Acuariología
No tiene interés pesquero para alimentación, pero es una especie usada en acuariología con cierta importancia comercial, aunque es difícil de mantener en acuario.

## Morfología
De cuerpo alargado y color plateado, tiene una longitud máxima del macho de tan solo unos 4,5 cm.

## Hábitat y biología
Viven en aguas dulces, de conducta bentopelágica y no migrador, prefiriendo aguas de entre 22 y 26 °C de temperatura.
Es frecuente encontrarlo en arroyos y pantanos temporales. Esto unido a la deforestación y canalización de estas aguas para riego en su área de distribución, hacen que exista un cierto riesto para la especie y se considere "casi amenazada".